# Dragon Ball Z: The World's Strongest
Dragon Ball Z: The World's Strongest  (Doragon Bōru Zetto: Kono Yo de Ichiban Tsuyoi Yatsu (ドラゴンボールZ　この世で一番強いヤツ) is de tweede Dragon Ball Z-film. De film is uitgebracht in Japan op 10 maart 1990.

## Plot
Dr. Wheelo verwijdert de sterkste strijders in de wereld om een super krachtige robot te creëren. Piccolo, Master Roshi en Goku bevinden zich afgezonderd in zijn hol op de Noordpool. Zij zullen de dokters robots bevechten om zijn plannen om de wereld te veroveren te stoppen.

## Rolverdeling
| Karakter     | Japans                    | Engels (1998)      | Engels (c. 2003) | Engels (2006)               |
| ------------ | ------------------------- | ------------------ | ---------------- | --------------------------- |
| Goku         | Masako Nozawa             | Peter Kelamis      | David Gasman     | Sean Schemmel               |
| Gohan        | Masako Nozawa             | Saffron Henderson  | Jodi Forrest     | Stephanie Nadolny           |
| Piccolo      | Toshio Furukawa           | Scott McNeil       | Paul Bandey      | Christopher Sabat           |
| Bulma        | Hiromi Tsuru              | Lalainia Lindbjerg | Sharon Mann      | Tiffany Vollmer             |
| Krillin      | Mayumi Tanaka             | Terry Klassen      | Sharon Mann      | Sonny Strait                |
| Oolong       | Daisuke Gōri              | Alec Willows       | David Gasman     | Bradford Jackson            |
| Chi-Chi      | Mayumi Shō                | Lisa Ann Beley     | Sharon Mann      | Cynthia Cranz               |
| Master Roshi | Kōhei Miyauchi            | Don Brown          | Ed Marcus        | Mike McFarland              |
| Turtle       | Daisuke Gori              | Don Brown          | Doug Rand        | Christopher Sabat           |
| Shenlong     | Kenji Utsumi              | Don Brown          | Ed Marcus        | Christopher Sabat           |
| Biomen       | Kozo Shioya, Hitoshi Bifu | Dave Ward          | Doug Rand        | Chris Cason, John Burgmeier |
| Dr. Kochin   | Kōji Yada                 | Paul Dobson        | Paul Bandey      | Troy Baker                  |
| Kishime      | Yukimasa Kishino          | Alec Willows       | Doug Rand        | Chris Rager                 |
| Ebifurya     | Ken Yamaguchi             | Don Brown          | Ed Marcus        | Matthew Tompkins            |
| Misokatsun   | Daisuke Gori              | Ward Perry         | Ed Marcus        | Robert McCollum             |
| Dr. Wheelo   | Kôji Nakata               | Ward Perry         | Doug Rand        | R Bruce Elliott             |

Nog een Engels versie van Maleisië, vrijgegeven door Speedy Video, beschikt over onbekende stemmen.